# Gunma Kisaragi
Pour les articles homonymes, voir Kisaragi.
Gunma Kisaragi (如月 群真) est un dōjinshika et mangaka hentai japonais, il est aussi connu sous le nom de G's studio et gumma. Il est notamment connu pour ses dōjinshi hentai sur Ichigo 100%, ou encore Amagami SS (en).

Il a aussi créé des œuvres originales, dont la première Love Selection est sortie en Juin 2006.
La majorité de ses œuvres ont été publiées dans les magazines hentai Comic Megastore et Comic Megastore H de l'éditeur Core Magazine (en). Dernièrement, ses œuvres sont publiées dans le magazine COMIC HOTMiLK toujours chez Core Magazine.

## Parcours
Gunma Kisaragi a commencé sa carrière en 2003 par 4 illustrations pour le site web Dejipare. En août 2003 il participe au Comiket 64 et publie sa première œuvre OJOH -kokuhaku- un dōjinshi hentai de Uchū no Stellvia sur Yayoi Fujisawa, auquel il ajoutera un CG artwork (en) disponible en téléchargement en décembre 2003. Il prend comme nom de cercle G's studio, nom qu'il reprendra pour tous ses dōjinshi qu'il publie lors des Comiket.

En 2004 débute véritablement sa carrière professionnelle dans les magazines avec la publication de Slut exchange student (染めろ!転校生, Somero! Tenkōsei) dans le magazine Comic Megastore, il reçoit le prix de la revue. Il a publie ensuite dans le magazine sœur Comic Megastore H puis plus récemment dans le COMIC HOTMiLK.

Le 17 juin 2006 sort son premier manga hentai Love Selection qui rassemble les histoires qu'il a publié dans le Comic Megastore et le Comic Megastore H entre 2004 et 2006, auxquelles s'ajoute un chapitre inédit. Son manga hentai donna 
lieu à la création de deux OAV qui sortiront en août 2008 et novembre 2008.
Entre 2003 et 2006 il participe à tous les Comiket en faisant principalement des dōjinshi sur Ichigo 100%, à partir de 2007 il participe uniquement aux NatsuComi.
En 2007 il publie son deuxième manga hentai GiriGiri♥Sisters (ギリギリ♥Sisters) qui contrairement à Love Selection n'est pas un recueil de divers chapitres sans relations, il met en scène une histoire principale auquel s'ajoute d'autres chapitres sans relations.

En 2009 Gunma Kisaragi sort son 3e manga hentai intitulé Mai Favorite (舞FAVORITE) dont 6 chapitres sur les 9 présents sont consacrés uniquement à l'histoire principale. La même année il a été sélectionne avec d'autres dōjinshika par Enterbrain pour participer à une anthologie sur Amagami SS, il participera à pratiquement toutes les sorties des anthologies.

En 2011 il sort son 4e manga hentai Sweathearts, il commence aussi à publier dans le COMIC HOTMiLK les chapitres de Bienvenue à Tokoharusō (常春荘へようこそ, Tokoharusō e yōkoso) qu'il terminera en 2012. En 2012 il participe au Comiket 82 et publie un dōjinshi sur Aquarion Evol (en).

## Travaux hentai

### Œuvres originales
Sauf indication contraire dans les notes, les chapitres ont été publiés dans les magazines Comic Megastore et Comic Megastore H pour les chapitres de Love Selection et de GiriGiri♥Sisters. Et dans le magazine COMIC HOTMiLK pour Mai Favorite et Sweethearts. 

#### Love Selection[3]
- Love Selection[4]
- Help me!! Misaki-san (Help me!! 美咲さん?)[5]
- Vacances d'été (夏あそび, Natsu Asobi?)[6]
- Sister Syndrome[7]
- Mise en pratique du manuel du service des réclamations (実践 クレーム対応マニュアル, Jissen kurēmu taiō manyuaru?)[8]
- Leçon de viol (痴漢レッスン, Chikan ressun?)[9]
- Favorite Menu[10]
- Avec Onii-chan! (お兄ちゃんと一緒!, Onī-chan to issho!?)[11]
- Ikemen GET!! (イケメンGET!!?)[12]
- Slut exchange student (染めろ! 転校生, Somero! Tenkōsei?)[13],[N 1]
- Favorite Menu ～delivery～[14]

#### GiriGiri♥Sisters(ギリギリ♥Sisters?)[15]
- GiriGiri♥Sisters Episode 1 (ギリギリ♥Sisters 第1話, GiriGiri♥Sisters Dai 1-wa?)[16]
- GiriGiri♥Sisters Episode 2 (ギリギリ♥Sisters 第2話, GiriGiri♥Sisters Dai 2-wa?)[17]
- GiriGiri♥Sisters Episode 3 (ギリギリ♥Sisters 第3話, GiriGiri♥Sisters Dai 3-wa?)[18]
- GiriGiri♥Sisters Episode 4 (ギリギリ♥Sisters 第4話, GiriGiri♥Sisters Dai 4-wa?)[19]
- Sakura monte au front ! (咲良前線上昇中!, Sakura zensen jōshō-chū!?)[20]
- HINA Project[21]
- Service de rééducation en 24H (リハビリ病棟24時, Rihabiri byōtō 24-ji?)[22]
- À l'infirmerie... (保健室で…。, Hoken-shitsu de?)[23]
- Step Up (ステップアップ?)[24]
- GiriGiri♥Sisters ~Epilogue~ (ギリギリ♥Sisters ～番外編～, GiriGiri♥Sister ~bangai-hen~?)[25]

#### Mai Favorite(舞FAVORITE?)[26]
- Mai Favorite à votre service, chapitre 1 (舞FAVORITE ご奉仕その1, Mai FAVORITE go hōshi sono 1?)[27]
- Mai Favorite à votre service, chapitre 2 (舞FAVORITE ご奉仕その2, Mai FAVORITE go hōshi sono 2?)[28]
- Mai Favorite à votre service, chapitre 3 (舞FAVORITE ご奉仕その3, Mai FAVORITE go hōshi sono 3?)[29]
- Mai Favorite à votre service, chapitre 4 (舞FAVORITE ご奉仕その4, Mai FAVORITE go hōshi sono 4?)[30]
- Mai Favorite à votre service, chapitre 5 (舞FAVORITE ご奉仕その5, Mai FAVORITE go hōshi sono 5?)[31]
- Mai Favorite Ex ~épisode Ayaka~ (舞FAVORITE EX ～episode彩花～?)[32]
- La vie sexuelle de jeunes mariés (真･婚･性･活?)[33]
- Réaction positive (キミに陽性反応, Kimi ni yōsei han'nō?)[34]
- Réaction positive ~spécial dimanche~ (キミに陽性反応 ～日曜日編～, Kimi ni yōsei han'nō ~nichiyōbi-hen~?)[35]

#### Sweethearts[36]
- Sweethearts Leçon 1 (Sweethearts Lesson 1?)[37]
- Sweethearts Leçon 2 (Sweethearts Lesson 2?)[38]
- Sweethearts Leçon 3 (Sweethearts Lesson 3?)[39]
- Sweethearts Leçon 4 (Sweethearts Lesson 4?)[40]
- L'immorale (Immoral Girl?)[41]
- Rhapsodie du Concours de Beauté (ミスコン狂想曲, Misukon Kyōsōkyoku?)[42]
- Rhapsodie du Concours de Beauté, les jours suivants (ミスコン狂想曲 after days, Misukon Kyōsōkyoku after days?)[43]
- La Curiosité est sans limite (好奇心が止まらない, Kōkishin ga tomaranai?)[44]
- DOKIDOKI Le Répertoire des relations (DOKIDOKI交際チェッカー, Dokidoki kōsai chekkā?)[45]
- Sweethearts Épilogue (Sweethearts 番外編, Sweethearts Bangai-hen?)[46]

### Chapitres inédits
- La création d'une Idol (アイドルの創り方, Aidoru no tsukuri-kata?)[47]
- Le Strict respect de l'engagement public (公約厳守, Kōyaku genshu?)[48]
- Confession HEAT UP (告白HEAT UP, Kokuhaku HEAT UP?)[49]
- Help me! Misaki-chan～Chapitre ma Misaki-chan～ (Help me！美咲さん～僕の美咲さん編～, Help me! Misaki san～boku no misaki san-hen～?)[50],[N 2]
- Bienvenue à Tokoharusō, chapitre 1 (常春荘へようこそ 第1回, Tokoharusō e yōkoso Dai 1-kai?)[51]
- Bienvenue à Tokoharusō, chapitre 2 (常春荘へようこそ 第2回, Tokoharusō e yōkoso Dai 2-kai?)[52]
- Bienvenue à Tokoharusō, chapitre 3 (常春荘へようこそ 第3回, Tokoharusō e yōkoso Dai 3-kai?)[53]
- Bienvenue à Tokoharusō, chapitre 4 (常春荘へようこそ 第4回, Tokoharusō e yōkoso Dai 4-kai?)[54]
- Bienvenue à Tokoharusō, chapitre 4.5 (常春荘へようこそ 第4.5回, Tokoharusō e yōkoso Dai 4.5-kai?)[55]
- Bienvenue à Tokoharusō, chapitre 5 (常春荘へようこそ 第5回, Tokoharusō e yōkoso Dai 5-kai?)[56]
- Bienvenue à Tokoharusō, dernier chapitre (常春荘へようこそ 最終回, Tokoharusō e yōkoso saishūkai?)[57]

### Dōjinshi
À part pour Ichijō Mai OHP Manga (一条舞 OHP漫画) tous ces dōjinshi ont été distribués lors des Comiket. Entre 2003 et 2006 il participe aux NatsuComi et aux FuyuComi, à partir de 2007, de par notamment ses travaux pour les Comic Megastore et COMIC HOTMiLK, il ne participe dorénavant qu'aux NatsuComi.
- OJOH -kokuhaku-[59] : dōjinshi de Uchū no Stellvia sur Yayoi Fujisawa. Un CG artwork (en) de Uchū no Stellvia fut disponible en téléchargement en décembre 2003.
- Ichijō Mai OHP Manga (一条舞 OHP漫画?) : dōjinshi servant de pilot à Mai Favorite (舞FAVORITE?). De par la qualité graphique il est a supposé que ce dōjinshi est un des premiers que Gunma Kisaragi a fait. Il se rapprochant graphiquement de la version du Comic Megastore de Slut exchange student (染めろ!転校生, Somero! Tenkōsei?).
- Private Strawberry[60] : dōjinshi de Ichigo 100% sur Aya Tōjō.
- Strawberry Panic[61] : dōjinshi de Ichigo 100% sur Satsuki Kitaōji.
- Strawberry Panic 2[62] : dōjinshi de Ichigo 100% sur Aya Tōjō, Satsuki Kitaōji et Tsukasa Nishino.
- Kozue Panic[63] : dōjinshi de Ichigo 100% sur Kozue Mukai.
- IORI[64] : dōjinshi de I"s sur Iori Yoshizuki.
- Experiment 1[65] : qui n'est pas à proprement parler un dōjinshi complet, il s'agit de quelques dessins hentai. On peut le considérer comme un recueil de dessins servant d'ébauche au dōjinshi hentai ERIKO. Experiment 1 porte sur Yūmi Hoshino de Kimikiss (en).
- Strawberry Panic 3[66] : dōjinshi hentai de Ichigo 100% sur Aya Tōjō et Satsuki Kitaōji.
- ERIKO[67] : dōjinshi de Kimikiss (en) sur Eriko Futami.
- YUUMI[68] : dōjinshi de Kimikiss (en) sur Yūmi Hoshino.
- TETEO[69] : tout comme Experiment 1, ce n'est pas vraiment un dōjinshi hentai complet, il est une sorte d'ébauche de SAE-BON. TETEO porte sur Sae Nakata de Amagami SS (en).
- SAE-BON[70] : dōjinshi de Amagami SS (en) sur Sae Nakata.
- Dream Paradise[71] : dōjinshi de Dream Club Zero (en) sur Amane et Haruka.
- EVOLUTION du Saint Ange (聖天使EVOLUTION, Sei Tenshi EVOLUTION?)[72] : dōjinshi sur Zessica Wong et Mikono Suzushiro de Aquarion Evol (en).

### OVA
- Love Selection～THE ANIMATION～Select.1「Love Selection」[73] : adaptation anime du chapitre Love Selection tiré de l’œuvre homonyme.
- Love Selection～THE ANIMATION～Select.2「Favorite Menu」[74] : adaptation anime des chapitres Favorite Menu et Favorite Menu ～delivery～ tirés de l’œuvre Love Selection.

## Travaux non hentai

### Anthologie de Amagami
Gunma Kisaragi a participé aux anthologies regroupant les histoires de divers auteurs sur Amagami SS (en).
- Amagami - Various Artists - (アマガミ - Various Artists -?)[75] : Histoire sur Tsukasa Ayatsuji (絢辻 詞, たちばな じゅんいち?, Ayatsuji Tsukasa).
- Amagami - Various Artists - 2 (アマガミ - Various Artists - 2?)[76] : Histoire sur Rihoko Sakurai (桜井 梨穂子, さくらい りほこ?, Sakurai Rihoko).
- Amagami - Various Artists - 3 (アマガミ - Various Artists - 3?)[77] : frontispiece de Sae Nakata (中多 紗江, なかた さえ?, Nakata Sae).
- Amagami - Various Artists - 4 (アマガミ - Various Artists - 4?)[78] : histoire sur Sae Nakata (中多 紗江, なかた さえ?, Nakata Sae).
- Amagami - Various Artists - 0 (アマガミ - Various Artists - 0?)[79] : histoire sur Tsukasa Ayatsuji (絢辻 詞, たちばな じゅんいち?, Ayatsuji Tsukasa).
- Amagami - Various Artists - 6 (アマガミ - Various Artists - 6?)[80] : histoire sur Kaoru Tanamachi (棚町薫, たなまち かおる?, Tanamachi Kaoru).